# Eleccions federals suïsses de 1947
Les eleccions federals suïsses de 1947 se celebraren el 1947 per a renovar els 200 membres del Consell Nacional de Suïssa i els 46 membres del Consell dels Estats de Suïssa que escolliran els 21 membres del Consell Federal de Suïssa. El partit més votat fou el Partit Radical Democràtic de Suïssa.

## Resultats electorals

### Consell Nacional de Suïssa
Resultat de les eleccions al Consell Nacional de Suïssa de 1947
| Partits                                                           | Partits                                 | Abr.        | Vots | %    | +/– | Escons | +/– |
| ----------------------------------------------------------------- | --------------------------------------- | ----------- | ---- | ---- | --- | ------ | --- |
|                                                                   | Partit Radical Democràtic de Suïssa     | FDP/PLR     |      | 23,0 |     | 52     |     |
|                                                                   | Partit Socialdemòcrata de Suïssa        | SPS/PSS     |      | 26,2 |     | 48     |     |
|                                                                   | Partit Popular Democristià de Suïssa    | CVP/PDC     |      | 21,2 |     | 44     |     |
|                                                                   | Partit de Pagesos, Artesans i Ciutadans | SVP/UDC     |      | 12,1 |     | 23     |     |
|                                                                   | Aliança dels Independents               | LdU         |      | 4,4  |     | 9      |     |
|                                                                   | Partit Liberal de Suïssa                | LPS/PLS     |      | 3,2  |     | 7      |     |
|                                                                   | Partit del Treball                      | PdA/PST-POP |      | 5,1  |     | 7      |     |
|                                                                   | Partit Democràtic                       | PD/DP       |      | 2,9  |     | 5      |     |
|                                                                   | Partit Evangèlic Popular                | EVP/PEV     |      | 0,9  |     | 1      |     |
| Total (participació %)                                            | Total (participació %)                  |             |      |      |     | 200    |     |
| Font: http://www.wahlen.ch/ Arxivat 2021-02-28 a Wayback Machine. |                                         |             |      |      |     |        |     |